# Dizzy Collection
Dizzy Collection è una raccolta di videogiochi pubblicata nel 1991 per gli home computer Amiga, Amstrad CPC, Atari ST, Commodore 64 e ZX Spectrum dalla Codemasters. Comprende i primi 5 giochi della fortunata serie di Dizzy, già pubblicati nel 1987-1990 dalla Codemasters.

## Videogiochi
Nelle edizioni Amstrad CPC, Commodore 64 e ZX Spectrum i videogiochi inclusi sono:
- Dizzy
- Fantasy World Dizzy
- Fast Food
- Magicland Dizzy
- Treasure Island Dizzy

Nelle edizioni Amiga e Atari ST, al posto di Dizzy (mai esistito per quei computer) è incluso:
- Kwik Snax

Nel caso dell'Amiga Kwik Snax era un inedito.
Quasi tutti i giochi sono avventure dinamiche a piattaforme, tranne Fast Food e Kwik Snax che sono giochi d'azione generici con visuale in pianta.

## Accoglienza
Dizzy Collection di solito fu accolta positivamente dalla critica europea. La raccolta fu apprezzata soprattutto da Crash 89 (voto ZX Spectrum 90%), Your Commodore 78 (Commodore 64 85%) e Games-X 1 (Amiga e Atari ST 9/10). Più moderatamente buoni i giudizi di Amiga Format 30 (78%), Zzap! 53 (Commodore 64 70%), Amiga Power 8. Secondo Amiga Joker 2 invece la raccolta era di poco valore in rapporto al prezzo (79 marchi), dato che molti dei giochi erano già da tempo disponibili a basso costo (19 marchi). Alcune riviste per Commodore 64 ritennero Fast Food il titolo di minor valore.
Nelle classifiche britanniche di vendite mensili stilate dalla Gallup Ltd., Dizzy Collection raggiunse il primo posto nelle versioni Amstrad CPC e ZX Spectrum e arrivò almeno in terza posizione nella classifica per tutte le piattaforme.